# L’Orgue Mystique
L’Orgue Mystique ist ein Zyklus von Orgelkompositionen des Komponisten Charles Tournemire; es gilt als sein Opus magnum. Das Werk entstand zwischen 1927 und 1932. Es enthält 51 Sätze von Orgelkompositionen für die Sonn- und Festtage des Kirchenjahres mit Ausnahme der Advents- und Fastenzeit, wo die Orgel mit Ausnahme der Sonntage Gaudete und Laetare schweigt. Das Werk ist in Anlehnung an das Kirchenjahr in drei Zyklen unterteilt: Le Cycle de Noël, Op. 55 (Gaudete und Weihnachtszeit), Le Cycle de Pâques, Op 56 (Laetare und Osterzeit), Le Cycle après la Pentecôte, Op. 57 (die Sonntage im Jahreskreis nach Pfingsten / ab Trinitatis).
Die Abfolge der jeweils fünf Stücke ist stets gleich:
1. Prélude à l’introït (Vorspiel zum Introitus)
2. Offertoire (Offertorium)
3. Elévation (während der Elevation)
4. Communion (zur Austeilung der Kommunion)
5. Pièce terminale (Nachspiel, Postludium).

Grundlage jeder Orgelkomposition sind die für den jeweiligen Tag vorgesehenen Stücke des gregorianischen Gesangs. Zur Vorbereitung der Komposition stattete Tournemire der Abtei von Solesmes mehrere Besuche ab.

## Notenausgaben
- L’Orgue Mystique: 51 offices de l’année liturgique inspirés du chant grégorien et librement paraphrasés. Heugel, Paris (1928 ff.).
- L’Orgue Mystique: 51 offices de l’année liturgique inspirés du chant grégorien et librement paraphrasés (Reprint aller 51 Ausgaben). B-Note Musikverlag, Stuhr b. Bremen 2008.

## Aufnahmen
Gesamtaufnahmen
- Sandro R. Müller bei Cybele seit 1994
- Georges Delvallée bei Accord
- Tjeerd van der Ploeg bei VLS Records